# Deutziasläktet
Deutziasläktet (Deutzia) är ett växtsläkte i familjen hortensiaväxter med ett 60-tal arter från Asien. Många arter är mycket svåra att identifiera. Flera arter odlas som trädgårdsväxter.
Släktet är namngivet efter den förmögne amsterdambon Johan Deutz (1743-1784), som 1775 finansierade den svenska botanisten och linnélärjungen Carl Peter Thunbergs resa till Japan. 

## Bildgalleri

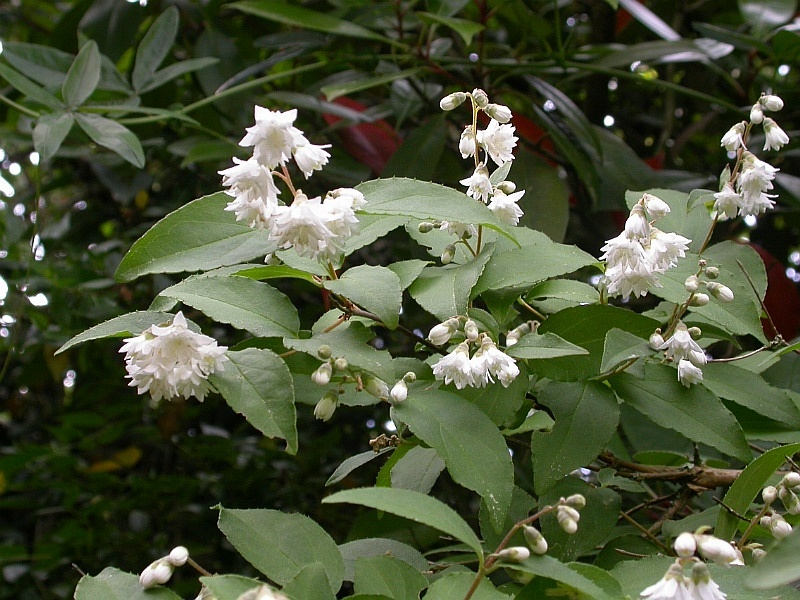
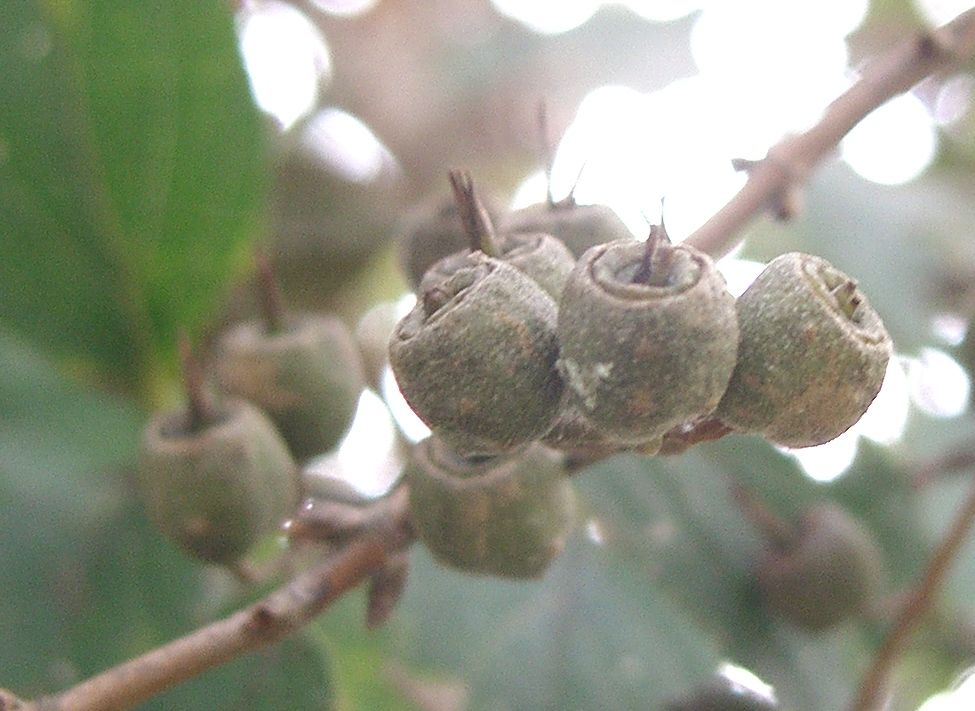
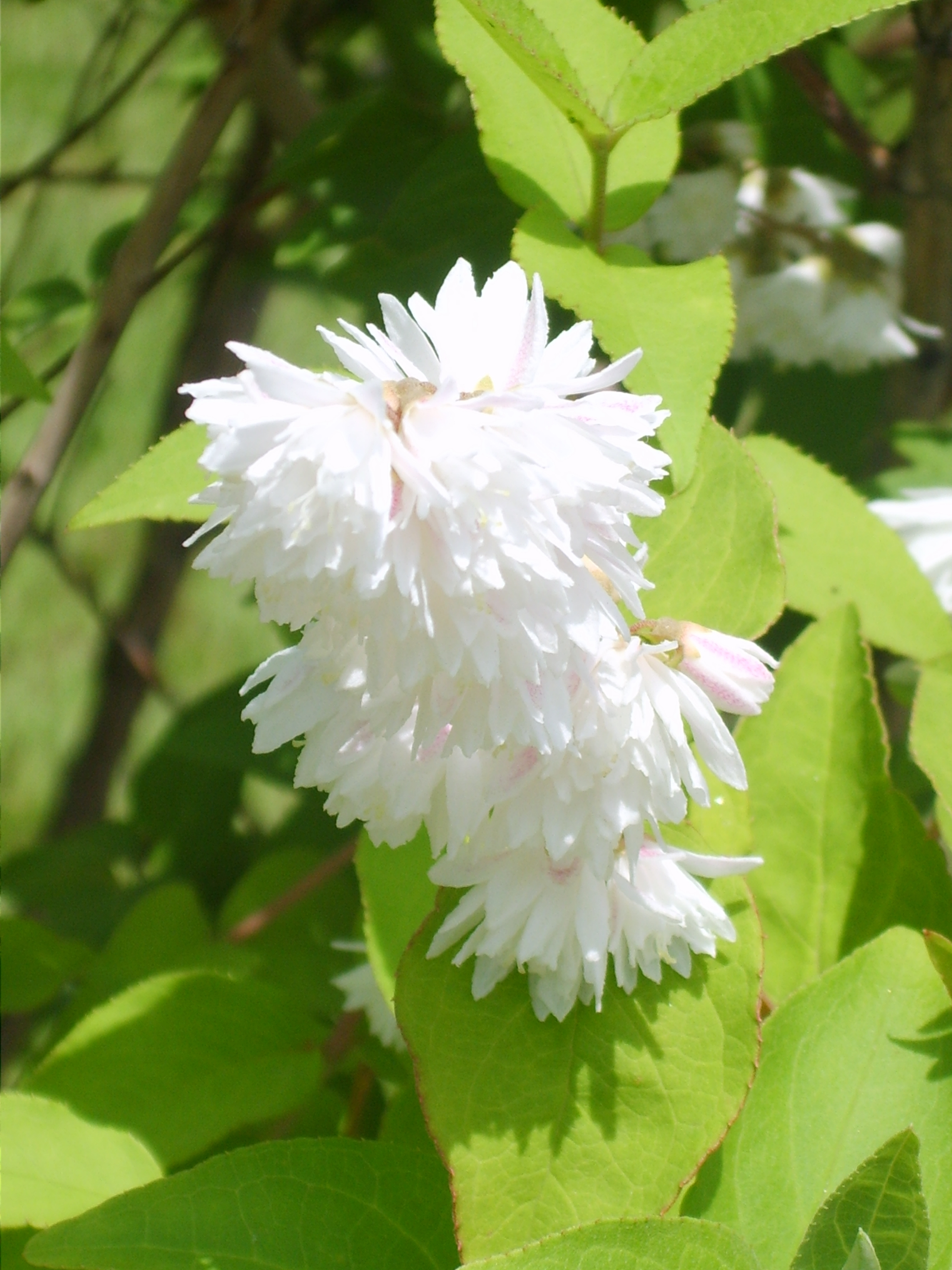
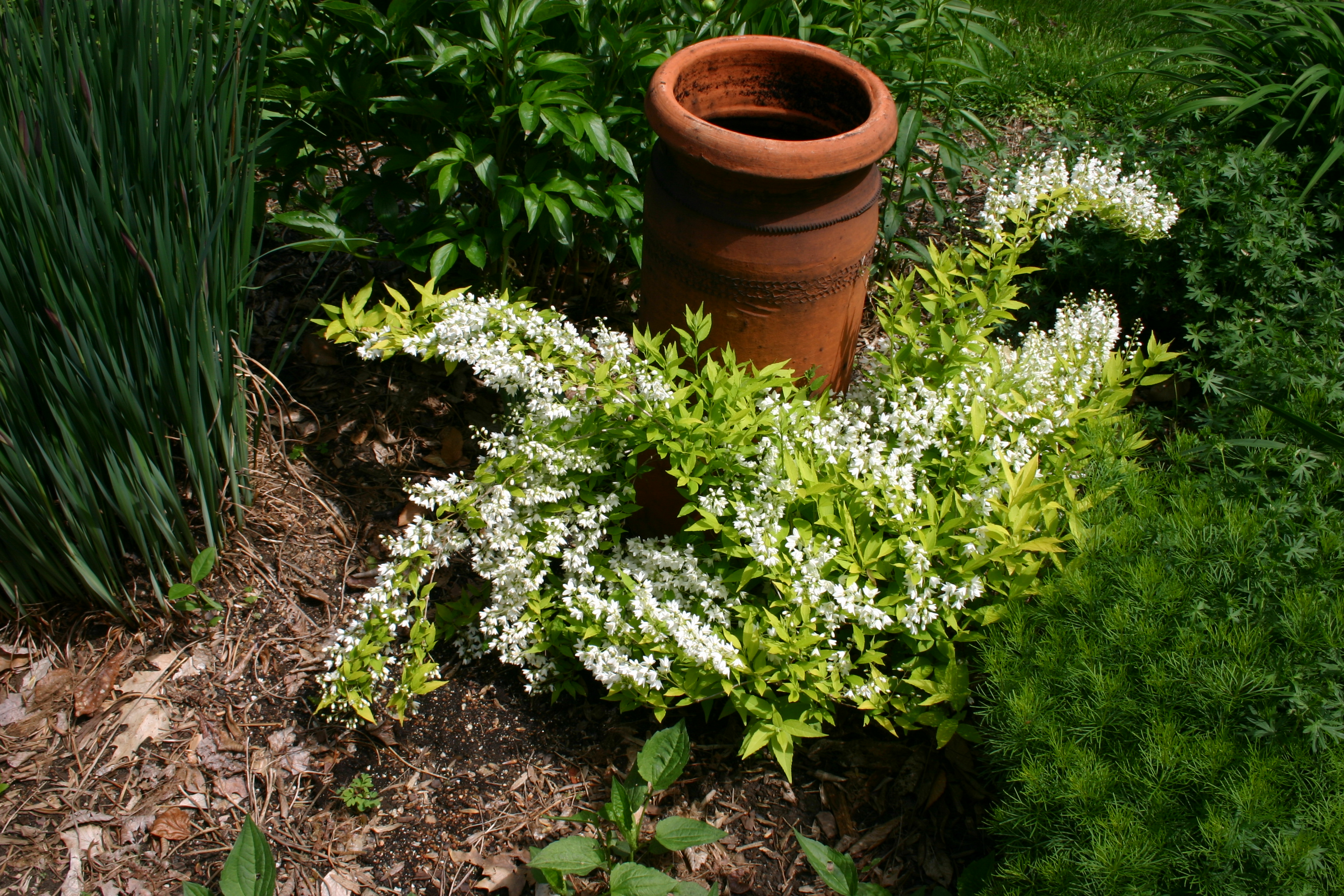
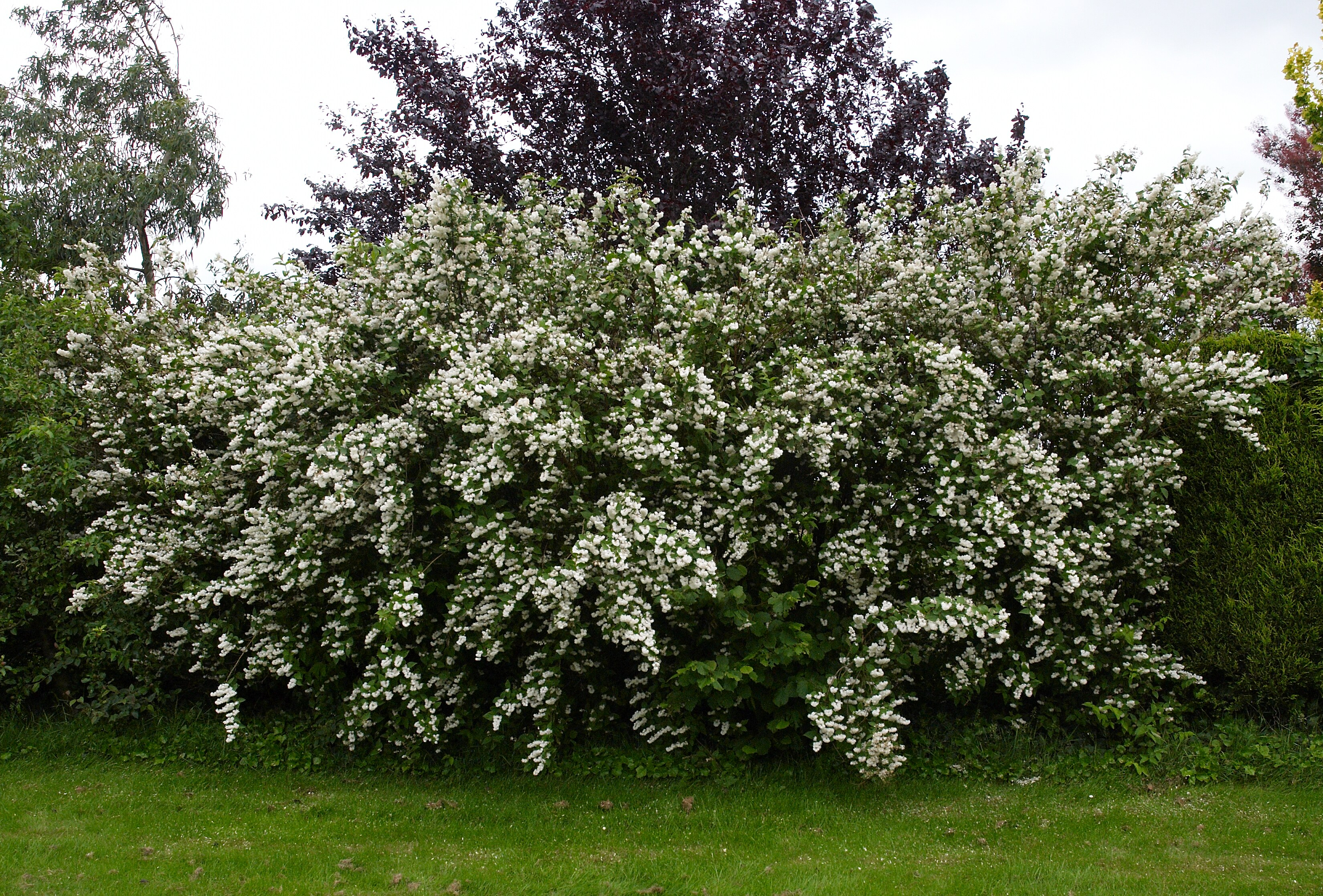
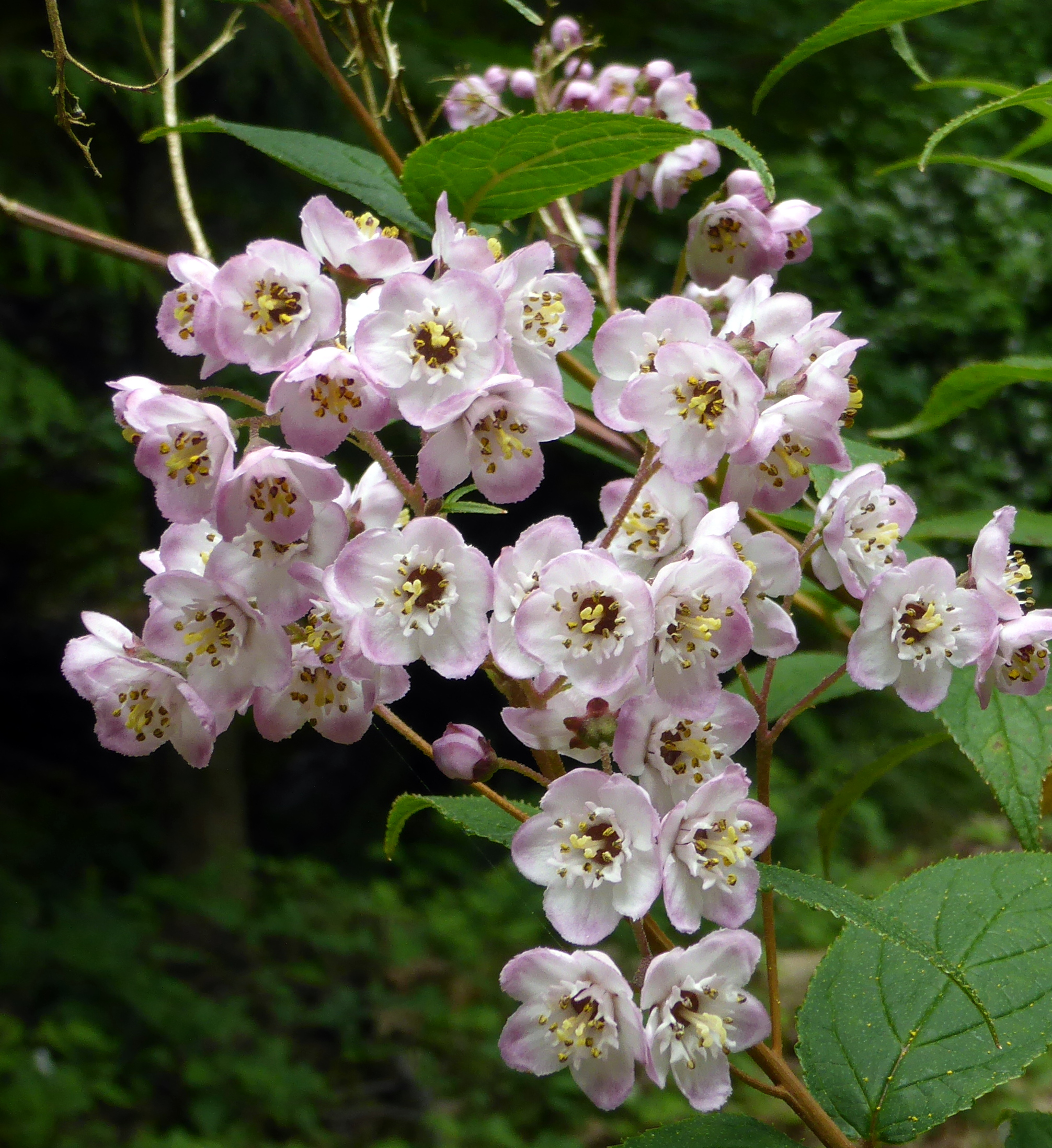

## Dottertaxa till Deutzior, i alfabetisk ordning[3]
- Deutzia albida
- Deutzia aspera
- Deutzia baroniana
- Deutzia bomiensis
- Deutzia breviloba
- Deutzia bungoensis
- Deutzia calycosa
- Deutzia cinerascens
- Deutzia compacta
- Deutzia coriacea
- Deutzia crassidentata
- Deutzia crassifolia
- Deutzia crenata
- Deutzia cymuligera
- Deutzia discolor
- Deutzia esquirolii
- Deutzia faberi
- Deutzia floribunda
- Deutzia glabrata
- Deutzia glauca
- Deutzia glaucophylla
- Deutzia glomeruliflora
- Deutzia gracilis
- Deutzia grandiflora
- Deutzia hatusimae
- Deutzia heterophylla
- Deutzia hookeriana
- Deutzia hypoglauca
- Deutzia longifolia
- Deutzia macrantha
- Deutzia maximowicziana
- Deutzia mexicana
- Deutzia mollis
- Deutzia monbeigii
- Deutzia muliensis
- Deutzia multiradiata
- Deutzia nanchuanensis
- Deutzia naseana
- Deutzia ningpoensis
- Deutzia oaxacana
- Deutzia obtusilobata
- Deutzia occidentalis
- Deutzia ogatae
- Deutzia paniculata
- Deutzia parviflora
- Deutzia pilosa
- Deutzia pringlei
- Deutzia pulchra
- Deutzia purpurascens
- Deutzia rehderiana
- Deutzia rubens
- Deutzia scabra
- Deutzia schneideriana
- Deutzia setchuenensis
- Deutzia silvestrii
- Deutzia squamosa
- Deutzia staminea
- Deutzia subulata
- Deutzia taibaiensis
- Deutzia taiwanensis
- Deutzia uniflora
- Deutzia wardiana
- Deutzia yaeyamensis
- Deutzia yunnanensis
- Deutzia zentaroana
- Deutzia zhongdianensis